# Hrabří
Hrabří je malá vesnice a část městyse Vysoký Chlumec v okrese Příbram ve Středočeském kraji. Nachází se asi čtyři kilometry severozápadně od Vysokého Chlumce. Hrabří je také název katastrálního území o rozloze 7,46 km². V katastrálním území Hrabří leží i Hradce a Jezvina.

## Historie
První písemná zmínka o vesnici pochází z roku 1376.
V Hrabří (přísl. Jezvina, Plesiště, 326 obyvatel) byly v roce 1932 evidovány tyto živnosti a obchody: cihelna, dva hostince, kovář, mlýn, dva obuvníci, dva rolníci, obchod se smíšeným zbožím a dvě trafiky.

## Přírodní poměry
Vesnice se nachází v Benešovské pahorkatině. Východně od ní leží přírodní památka Stráň u Hrabří, vyhlášená k ochraně vstavače kukačky.

## Obyvatelstvo
| Rok            | 1869 | 1880 | 1890 | 1900 | 1910 | 1921 | 1930 | 1950 | 1961 | 1970 | 1980 | 1991 | 2001 | 2011 | 2021 |
| -------------- | ---- | ---- | ---- | ---- | ---- | ---- | ---- | ---- | ---- | ---- | ---- | ---- | ---- | ---- | ---- |
| Počet obyvatel | 241  | 227  | 236  | 227  | 236  | 196  | 181  | 151  | 122  | 125  | 137  | 128  | 109  | 115  | 121  |
| Počet domů     | 32   | 34   | 40   | 40   | 40   | 39   | 38   | 36   | 37   | 27   | 28   | 32   | 32   | 33   | 34   |

## Obecní správa
Při sčítání lidu v letech 1850–1909 Hrabří bylo osadou obce Svatý Jan v okrese Sedlčany. V letech 1910–1979 bylo samostatnou obcí, se kterým patřilo nejprve do okresu Sedlčany, ale od roku 1960 v okrese Příbram. Od 1. ledna 1980 je částí městyse Vysoký Chlumec v okrese Příbram. V letech 1910–1964 k obci patřily Jezvina a Plešiště a od 1. července 1960 do 31. prosince 1979 také Hradce a Oříkov.

## Pamětihodnosti
- Kaple
- Na rozcestí Na Křížku na východ od vsi stojí čtverhranná zděná boží muka.
- U komunikace ze vsi Hrabří směrem na Svatý Jan se nachází dva drobné kříže na kamenném podstavci. Na prvním kříži, který se nachází mezi vzrostlými stromy, je obdélníkovém štítku prvního kříže nápis: „Památce J. Čermáka. Ač daleké kraje nás drahý dělí, věříme, že se zas sejdeme až jednou z mrtvých vstaneme.“ Nedaleko se nachází druhý kříž.

## Galerie

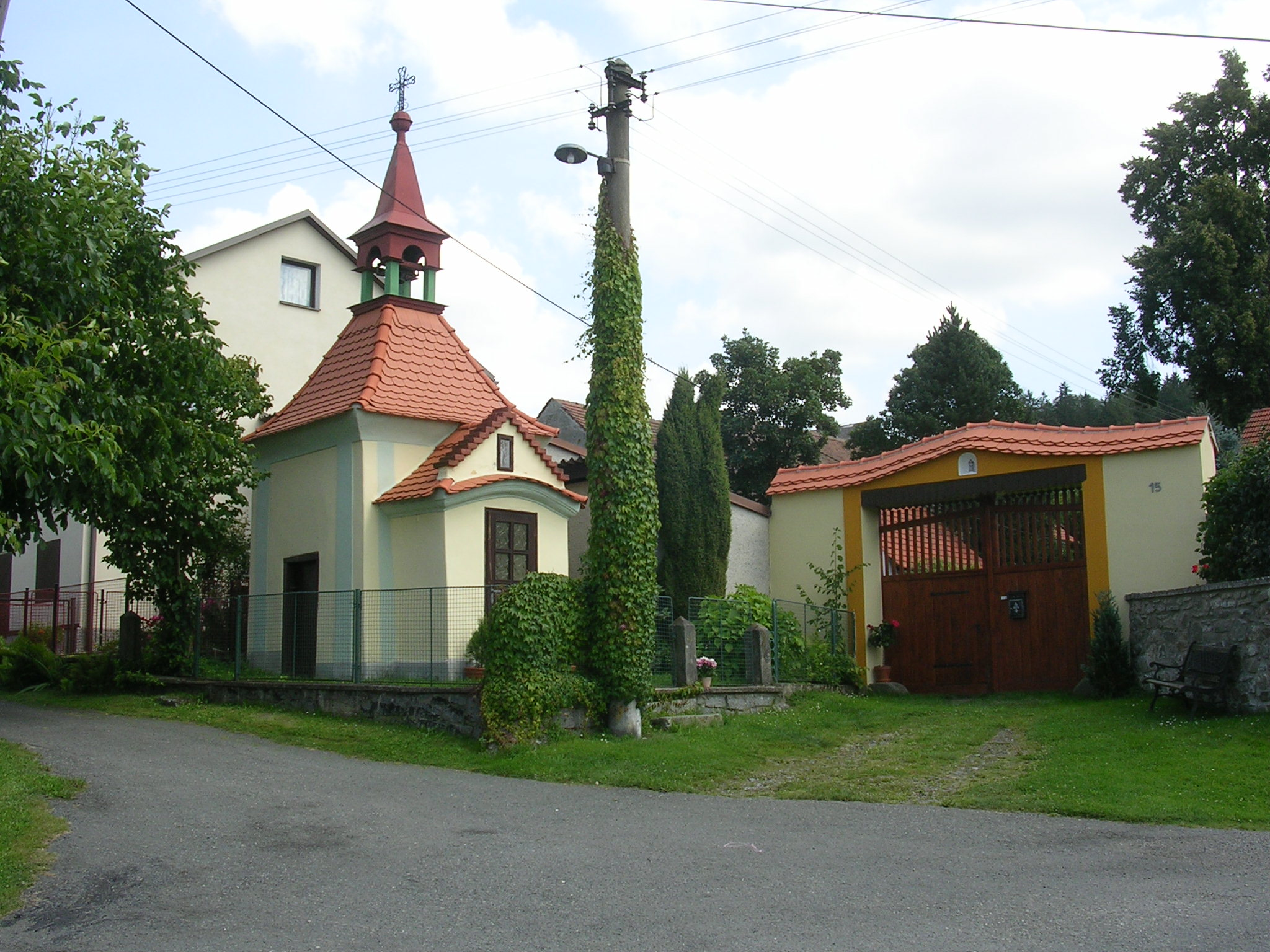
Návesní kaple
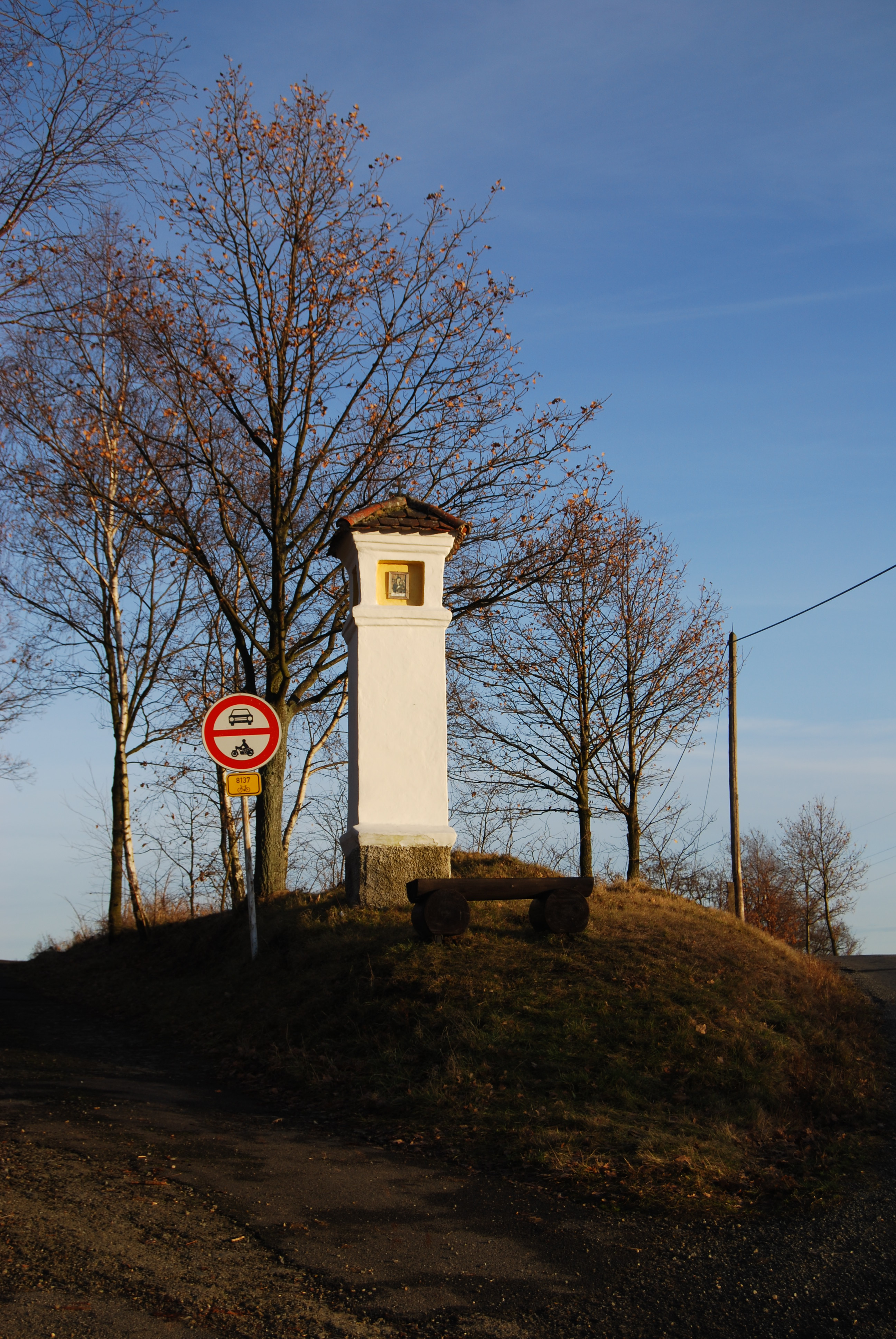
Boží muka
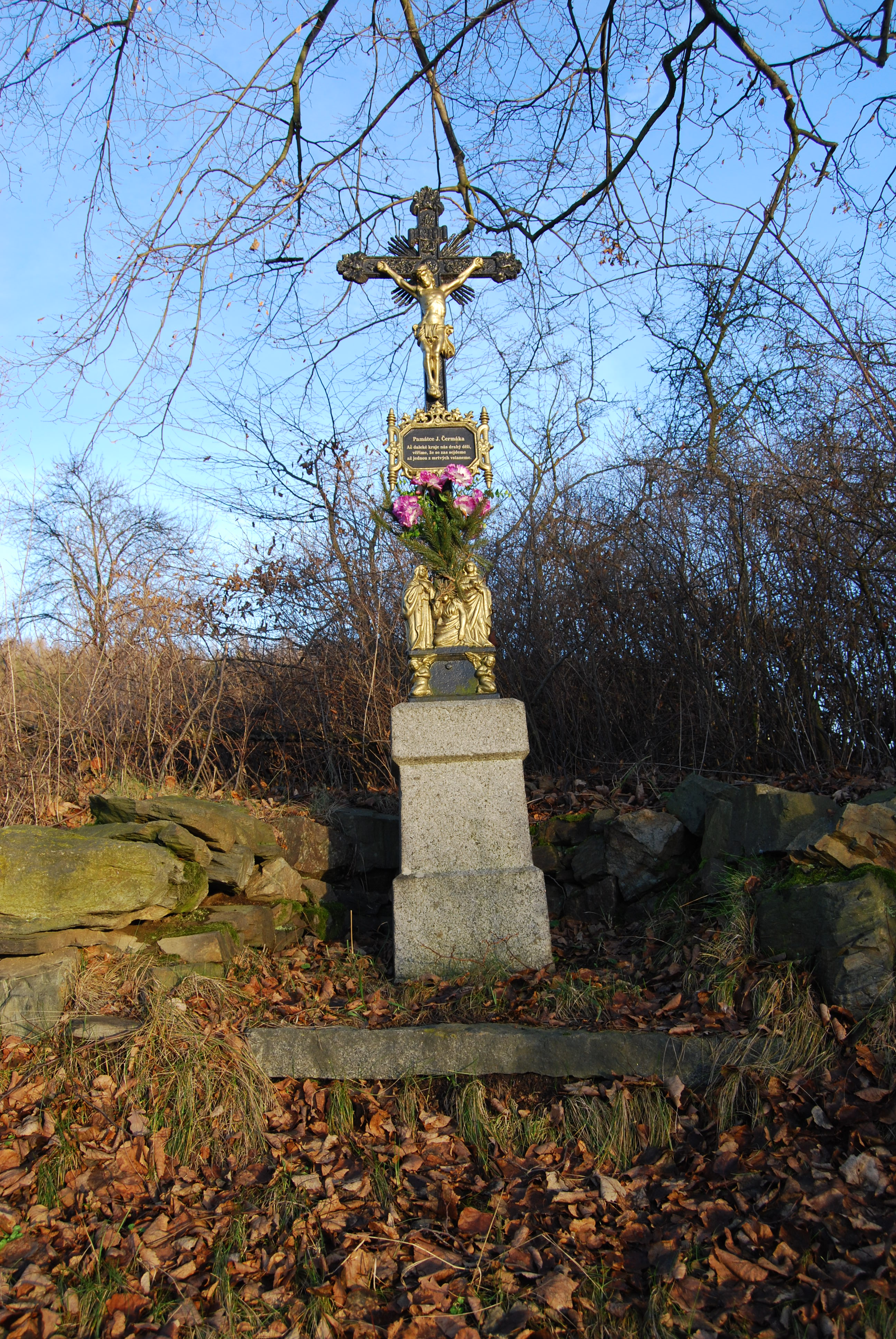
Kříž za vsí
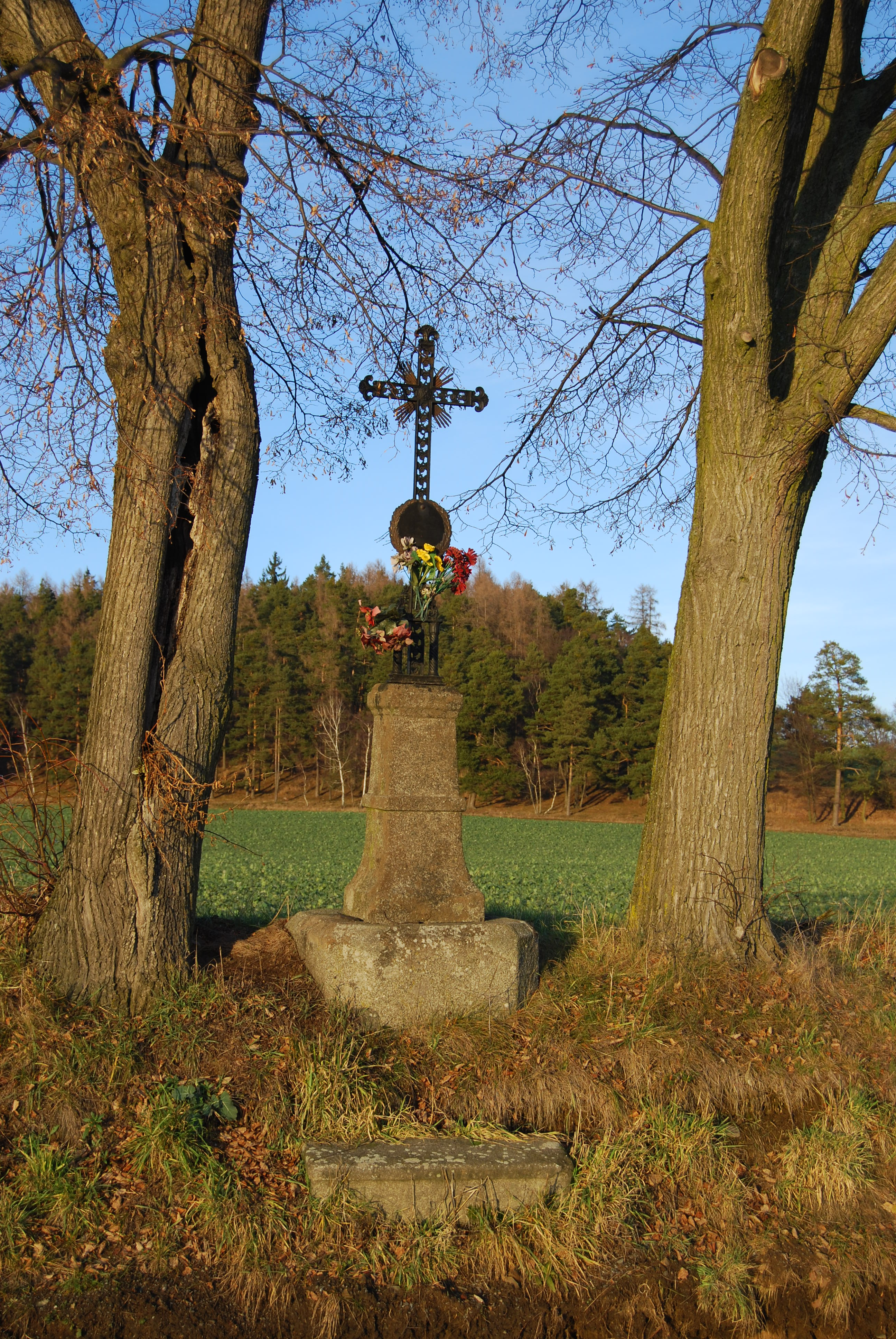
Kříž za vsí